# Normanella aberrans
Normanella aberrans är en kräftdjursart som beskrevs av Philippe Bodin 1968. Normanella aberrans ingår i släktet Normanella och familjen Normanellidae. Inga underarter finns listade i Catalogue of Life.